# Симеон Огурцевич
Симеон Огурцевич ЧСВВ (лат. Simeon Ohurcewycz; 20 серпня 1654, Вільно — 13 червня 1698, Суботники) — церковний діяч, священник-василіянин, доктор філософії і богослов'я, протоархимандрит Василіянського Чину Конґреґації Пресвятої Тройці в 1690–1698 роках.

## Життєпис
Народився у Вільно 20 серпня 1654 року в сім'ї Яна Огурцевича, віленського бурмістра, і Марії з роду Микулехович Скуминович. У юному віці вступив до Василіянського Чину. В 1677 році вже як священник виїхав на дальші студії до Папської грецької колегії св. Атанасія в Римі (прибув до колегії 21 листопада 1677 року). 12 серпня 1682 року отримав докторські ступені з філософії і богослов'я, а через два дні виїхав на Батьківщину.
Після студій був вікарієм у Жировичах та ігуменом Свято-Троїцького монастиря у Вільно. На капітулі в Новогрудку 1686 року обраний секретарем Чину. На генеральній капітулі, що відбулася 1690 року в Мінську о. Симеона Огурцевича спочатку обрано дожиттєвим консультором (радником) Чину замість о. Пахомія Огілевича (†1686), а на наступних сесіях — протоархимандритом. На цій капітулі також були прийняті постанови щодо уряду протоархимандрита: «щоб протоархимандрит для поваги самого стану й Чину завжди їздив з поважним, ученим і побожним товаришем та щоб сам не назначував одного настоятеля монастиря, ані не вирішував жодної важливішої справи без поради і згоди генеральних консульторів, бо інакше воно стає недійсним і нечинним». На Жировицькій капітулі о. Симеона Огурцевича вдруге вибрано протоархимандритом.
Від 1692 року після смерті рідного брата Йосафата Огурцевича, який був архимандритом у Гродні, о. Симеон став Гродненським архимандритом. Був одним із кандидатів на Смоленську архієпархію і змагався за привілей на неї з Йосафатом Гуторовичем.
Помер о. Симеон Огурцевич 13 червня 1698 року в містечку Суботники від удару блискавки, яка влучила в корчму, де він зупинився перечекати грозу.

## Зауваги
1. ↑  filius Joannis et Mariae Mikuliechowna Skuminowna — див. Meletius M. Wojnar OSBM. De Protoarchimandrita Basilianorum… — P. 271.